# Grijsborststruikgors
De grijsborststruikgors (Atlapetes schistaceus) is een zangvogel uit de familie Passerellidae (Amerikaanse gorzen).

## Verspreiding en leefgebied
Deze soort komt voor van Venezuela tot Ecuador en telt vier ondersoorten:
- A. s. fumidus: Perijágebergte (noordoostelijk Colombia en noordwestelijk Venezuela).
- A. s. castaneifrons: de Andes van noordwestelijk Venezuela.
- A. s. tamae: zuidwestelijk Táchira (noordwestelijk Venezuela) en noordelijk Colombia.
- A. s. schistaceus: van centraal Colombia tot Ecuador.

## Status
De grootte van de populatie is niet gekwantificeerd maar de soort wordt omschreven als vrij algemeen. Op de Rode lijst van de IUCN heeft deze soort de status niet bedreigd.